# Pico-sziget
Pico (portugálul Ilha do Pico, magyarul am. Csúcs) az Atlanti-óceánban található sziget, a Portugáliához tartozó Azori-szigetcsoport része.
A tájképet egy vulkáni kúp, a Ponta do Pico  uralja, amely Portugália és egyben az Azori-szigetek és a Közép-Atlanti-hátság legmagasabb pontja.
A portugálok 1460 körül hozták létre az első telepeiket a szigeten.

## Közigazgatás
A sziget székhelye Madalena.
Körzetei: Lajes do Pico, São Roque do Pico, Madalena.

## Gazdaság
1980-ig jelentős volt a bálnavadászata. A sziget fekvése a Közép-Atlanti-hátságon azt jelenti, hogy a mély vizek nagyon közel vannak.
Ma a fő gazdasági ágak közé tartozik a turizmus, a hajógyártás és a bortermelés. A Pico-sziget szőlőültetvényeinek tájképe 2004 óta az UNESCO világörökségének része.

## Fordítás
Ez a szócikk részben vagy egészben  a   Pico Island című angol Wikipédia-szócikk fordításán alapul.  Az eredeti cikk szerkesztőit annak laptörténete sorolja fel. Ez a jelzés csupán a megfogalmazás eredetét és a szerzői jogokat jelzi, nem szolgál a cikkben szereplő információk forrásmegjelöléseként.